# ATTACK ALL AROUND (AAA專輯)
「ATTACK ALL AROUND」（全方位出擊）是AAA的第1枚精選專輯。於2008年3月5日發行。唱片公司為avex trax。

## 概要
- 「ATTACK ALL AROUND」是AAA出道以來的第1張精選專輯。與上一張專輯「AROUND」相距約6個月。
- 收錄第1張單曲「BLOOD on FIRE」至第17張單曲「MIRAGE」共23首A面曲，以及特別收錄以「AAA DEN-O form」名義發行的單曲「Climax Jump」和以「FUKUOKA SoftBank HAWKS with AAA」名義發行的單曲「前進吧 少鷹軍團2007」，一共25首歌曲。
- 本作分「豪華盤 2CDs+2DVDs」、「初回盤 2CDs+DVD」、「通常盤 2CDs+DVD」和「CD ONLY」4種版本。
- 「豪華盤 2CDs+2DVDs」除收錄了「BLOOD on FIRE」、「颶風·莉莉，波士頓·瑪麗」、「Get 啾!」等24首歌曲的PV，還收錄了歌曲「未完成」「夢想的片段」「Wonderful Life」和「CRAZY GONNA CRAZY」的PV，以及單曲與專輯的TV CM集和Special Movie「AAA No.1決定 冠軍賽!!」。而「初回盤 2CDs+DVD」、「通常盤 2CDs+DVD」收錄了24首歌曲的PV。
- 在3月17日於公信榜專輯週排行榜取得第5位。

## 收錄內容

### CD（豪華盤・初回盤・通常盤・CD ONLY）

#### Disc 1
1. BLOOD on FIRE
（作詞：ササキオサム 作曲：渡辺未來 Rap詞：日高光啓）
1st單曲
2. Friday Party
（作詞：m.c.A・T 作曲：Akio Togashi）
2nd單曲
3. 美麗的天空 (きれいな空)
（作詞・作曲：原広明 編曲：松原憲）
3rd單曲
4. DRAGON FIRE
（作詞・作曲・編曲：清水昭男）
4th單曲
5. 哈利路亞（ハレルヤ）
（作詞：菜穂 作曲・編曲：h-wonder）
5th單曲
6. Shalala 希望之歌（Shalala キボウの歌）
（作詞：石田衣良 作曲：成瀬英樹 編曲：今井了介）
6th單曲
7. 颶風·莉莉，波士頓·瑪麗（ハリケーン・リリ，ボストン・マリ）
（作詞・作曲：真島昌利　編曲：家原正樹）
7th單曲
8. 刀魂男孩 (ソウルエッジボーイ)
（作詞：ササキオサム 作曲：大西克巳 編曲：柴崎浩）
8th單曲
西島隆弘・浦田直也・日高光啓・與真司郎・末吉秀太主唱
9. 和服噴射女孩（キモノジェットガール）
（作詞・作曲：21st Century Stars (ROLLY Ster KATO Ster) 編曲：吉本匡孝）
8th單曲
宇野實彩子・伊藤千晃・後藤友香里主唱
10. Let it beat!
（作詞：田辺智沙　作曲・編曲：渡辺未来）
9th單曲
11. "Q"
（作詞：m.c.A・T 作曲・編曲：上野圭市）
10th單曲
12. 口香糖（チューインガム）
（作詞・作曲：中村中）
11th單曲

#### Disc 2
1. Samurai heart -侍魂-
（作詞：ササキオサム 作曲：Ikoman & Vrij(backed new jack) 編曲：Ikoman Rap詞：ササキオサム・日高光啓）
12th單曲
2. Winter lander!!
（作詞：jam　作曲：渡辺未来　編曲：h-wonder　Rap詞：日高光啓）
12th單曲
3. Get 啾!（Get チュー!）
（作詞：松井五郎 作曲：石田匠 編曲：小西貴雄）
13th單曲
4. SHE的真相（SHEの事実）
（作詞：井上秋緒 作曲：すみだしんや 編曲：鈴木秀行）
13th單曲
5. 紅唇羅曼蒂卡（唇からロマンチカ）
（作詞：井上秋緒 作曲：BULGE）
14th單曲
6. That's Right
（作詞：松井五郎 作曲：石田匠）
14th單曲
7. SUNSHINE
（作詞：Delicatessen　作曲・編曲：Hyoutan）
15th單曲
8. No End Summer
（作詞：MIZUE　作曲：原一博　編曲：REO）
15th單曲
西島隆弘・浦田直也・日高光啓・與真司郎・末吉秀太主唱
9. 花火
（作詞：川原京　作曲・編曲：小西貴雄）
15th單曲
宇野實彩子・伊藤千晃主唱
10. Red Soul
（作詞：森浩美 作曲：渡辺未来）
16th單曲
11. MIRAGE
（作詞：FLAT5th・Rico 作曲：四月朔日義昭 編曲：鈴木秀行）
17th單曲
12. Climax Jump
（作詞：藤林聖子　作曲：鳴瀬シュウヘイ　編曲：鳴瀬シュウヘイ）
Bonus Track
以「AAA DEN-O form」名義・幪面超人電王的主題曲
13. 前進吧 少鷹軍團2007
（作詞：原田種良・森由里子 作曲：富山光弘 編曲：山本健司）
Bonus Track
以「FUKUOKA SoftBank HAWKS with AAA」名義・FUKUOKA SoftBank HAWKS的主題曲

### DVD

#### Disc 1（豪華盤・初回盤・通常盤）
1. BLOOD on FIRE （Music Clip）
2. Friday Party （Music Clip）
3. 美麗的天空 （Music Clip）
4. DRAGON FIRE （Music Clip）
5. 哈利路亞 （Music Clip）
6. Shalala 希望之歌 （Music Clip）
7. 颶風·莉莉，波士頓·瑪麗 （Music Clip）
8. 刀魂男孩 （Music Clip）
9. 和服噴射女孩 （Music Clip）
10. Let it beat! （Music Clip）
11. "Q" （Music Clip）
12. 口香糖 （Music Clip）
13. Samurai heart -侍魂- （Music Clip）
14. Winter lander!! （Music Clip）
15. Get 啾! （Music Clip）
16. SHE的真相 （Music Clip）
17. 紅唇羅曼蒂卡 （Music Clip）
18. That's Right （Music Clip）
19. SUNSHINE （Music Clip）
20. No End Summer （Music Clip）
21. 花火 （Music Clip）
22. Red Soul （Music Clip）
23. MIRAGE （Music Clip）
24. 前進吧 少鷹軍團2007 （Music Clip）

#### Disc 2（豪華盤）
1. 未完成 （Music Clip）
2. 夢想的片段 （Music Clip）
3. Wonderful Life （Music Clip）
4. CRAZY GONNA CRAZY （Music Clip）
5. TV CM集
6. Special Movie「AAA No.1決定 冠軍賽!!」